# Liste der Kulturdenkmäler in Großlittgen
In der Liste der Kulturdenkmäler in Großlittgen sind alle Kulturdenkmäler der rheinland-pfälzischen Ortsgemeinde Großlittgen aufgeführt. Grundlage ist die Denkmalliste des Landes Rheinland-Pfalz (Stand: 10. August 2023).

## Einzeldenkmäler
| Bezeichnung                        | Lage                                                                 | Baujahr                            | Beschreibung | Bild                           |
| ---------------------------------- | -------------------------------------------------------------------- | ---------------------------------- | --- | ------------------------------ |
| Quereinhaus                        | Himmeroder Straße, hinter Nr. 4 Lage                                 | spätes 18. Jahrhundert             | wohl noch aus dem 18. Jahrhundert | BW                             |
| Quereinhaus                        | Himmeroder Straße 10 Lage                                            | 19. Jahrhundert                    | kleines Quereinhaus, 19. Jahrhundert | BW                             |
| Schulhaus                          | Himmeroder Straße 12 Lage                                            | zweite Hälfte des 19. Jahrhunderts | ehemalige Schule; Putzbau, zweite Hälfte des 19. Jahrhunderts | BW                             |
| Wohnhaus                           | Himmeroder Straße 13 Lage                                            | Mitte des 18. Jahrhunderts         | Wohnhaus eines Streckhofs, wohl aus der Mitte des 18. Jahrhunderts | BW                             |
| Wegekreuz                          | Himmeroder Straße, bei Nr. 13 Lage                                   | 1641                               | Schaftkreuz, Rotsandstein, bezeichnet 1641 | BW                             |
| Bildstock                          | Himmeroder Straße, Ecke Birkenstraße Lage                            | 1878                               | neugotischer Bildstock, Rotsandstein, bezeichnet 1878 | Fotos hochladen                |
| Backhaus                           | Kirchstraße, zu Nr. 10 Lage                                          | spätes 18. Jahrhundert             | eventuell noch aus dem 18. Jahrhundert | BW                             |
| Katholische Pfarrkirche St. Martin | Kirchstraße 15 Lage                                                  | 1735                               | romanischer Chorturm, barockes Schiff, 1735, anstelle des Chors Neubau mit Querhaus, 1887; Kreuzigungsbildstock, bezeichnet 1690; reliefierte Grabplatte (Pfarrergrabstein?) | weitere Bilder Fotos hochladen |
| Wegekreuz                          | Schladter Straße, Ecke Rennpfad Lage                                 | 17. Jahrhundert                    | Abschlusskreuz, Sandstein, 17. Jahrhundert | Fotos hochladen                |
| Wohnhaus                           | Wittlicher Straße 4 Lage                                             |                                    | Putzbau, teilweise Fachwerk, Backofenvorbau (?) | BW                             |
| Quereinhaus                        | Wittlicher Straße 15 Lage                                            | 1842                               | bezeichnet 1842, altes Hofpflaster | BW                             |
| Wegekreuz                          | südlich des Ortes am Verbindungsweg von der L 34 nach Musweiler Lage | 1675                               | Schaftkreuz, Rotsandstein, bezeichnet 1675, Abschlusskreuz bezeichnet 1949 | BW                             |
| Wegekapelle                        | südlich des Ortes an der L 34 Lage                                   | 1551                               | Putzbau; steinernes Kruzifix, bezeichnet 1551 (?) | weitere Bilder Fotos hochladen |
| Wegekreuz                          | südöstlich des Ortes an der L 34, am südlichen Straßenrand Lage      | 1607                               | Schaftkreuz, Rotsandstein, bezeichnet 1607 | weitere Bilder Fotos hochladen |
| Bildstock                          | südöstlich des Ortes an der L 34, am nördlichen Straßenrand Lage     | 1876                               | Rotsandstein, bezeichnet 1876 | Fotos hochladen                |
| Wegekreuz                          | westlich des Ortes auf einer Anhöhe Lage                             | 1706                               | Schaftkreuz, Rotsandstein, bezeichnet 1706 | BW                             |
| Zisterzienserabtei Himmerod        | westlich des Ortes (Himmerod 1–10) Lage                              | ab 1644                            | von einer Bruchsteinmauer umfriedete Klosteranlage, bestehend aus Klostergebäuden, 1644 bis 1688, neuerrichtet 1925 bis 1929, Klosterkirche mit Resten der Barockkirche, gegen 1751, wiederaufgebaut 1952 bis 1959, Klosterfriedhof und ehemalige Klostermühle samt Mühlbach und Weiher; auf dem Klosterhof Schaftkreuz, bezeichnet 1587; bildet eine bauliche Gesamtanlage samt Freiflächen mit den nördlich des Klosters gelegenen Gebäuden der ehemaligen Klosterherberge, bezeichnet 1792, der sogenannten Klosterbäckerei und dem Heiligenhäuschen | weitere Bilder Fotos hochladen |